# Ballycannan
Ballycannan (irisch Baile Uí Chanáin) ist ein Dorf und ein Townland im Westen Irlands im County Clare mit 629 Einwohnern (Volkszählung 2022).

## Lage
Ballycannan liegt etwa fünf Kilometer nordnordwestlich vom Stadtzentrum Limericks. Die Ortschaft ist ein Pendlerort für die nahe Großstadt Limerick.